# Shirk

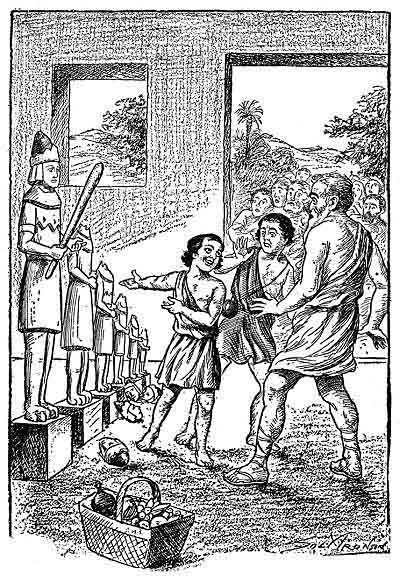
En skildring av Abraham som krossar idolerna.

Shirk (arabiska: شرك, polyteism), tron på fler än en gud, eller att värdesätta något högre än Gud, är inom islam den enda synd för vilken förlåtelse ej gives om detta görs medvetet (av dem som har kunskaper om Gud). Ordet shirk har bland annat nämnts i koranvers 35:40.
Straffet för shirk är evigt och det skall tillbringas i helvetet om inte personen ber om förlåtelse till Gud och blir troende inom islamsk monoteism.
Det finns två typer av shirk (båda leder till helvetet), den ena är shirk-al-akbar (den store shirk) som betyder att en person tror på fler än en Gud, eller sätter någon partner vid sidan om honom som till exempel vid treenigheten eller tror att Gud kan ha en son eller liknande. Det klassas även som shirk att hålla på med magi och liknande eftersom personen ej är fullt troende på Gud och istället tar andra falska krafter och herrar som sin tro före Allah, därför är magi förbjudet eftersom det är en liten del av shirk att hålla på med liknande som spådom och annat. En hadith säger att ifall en person som är muslim håller på med spådom och sedan tror på det, denna muslims (och alla som utför detta) böner och salah kommer ej att bli accepterade av Gud för de kommande 40 nätterna (och dagarna)(om inte personen ber om förlåtelse med hela hjärtat, hädanefter). 
Den andra typen av shirk är shirk al-khafi (betyder gömd polyteism) där en person tror på endast en Gud, som är högst osv, men att denna person utför handlingar bara för att bli omtyckt av omgivningen som till exempel att donera pengar inför alla för att försöka bli glorifierad av omgivningen. Enligt den islamske profeten Muhammed så räknas detta som polyteism (nedskrivet i hadith). Alla gärningarna måste komma från hjärtat för att göra Guds vilja.
Garanterad väg för att undvika shirk är att en person tror på sura 112 som står i Koranen där man tror och säger för sig själv i bön att: Gud är EN (tawhid). Den Evige, (Absoluta) Självtillräcklige Mästaren. Ej har Han fött och ej är Han född. Och ingen kan jämföra sig med Honom. Samt att man gör alla handlingar i hemlighet inför Gud bara för att glorifiera honom med hjärtat, som till exempel att be när man är ensam eller fasta i hemlighet inför Gud och donera pengar på ett korrekt sätt genom att försöka dölja handlingen så mycket som möjligt för att göra endast ens skapares vilja utan att behöva bli sedd av någon. Samt att undvika andra saker såsom magi och även enkla saker som tarotkort och andra spådomar.
Enligt en hadith kan man också skydda sig mot shirk genom att för sig själv recitera sura al-Kafirun (sura 109). Även andra suror ger skydd, som till exempel Sura 113 (sura al-Falaq) och Sura 114 (sura al-Nas).